# 多穆斯诺瓦斯
多穆斯诺瓦斯（義大利語：Domusnovas），是意大利撒丁大区南撒丁省的一个市镇。总面积80.47平方公里，人口6399人，人口密度79.5人/平方公里（2009年）。ISTAT代码为107005。